# Rame (colore)
Rame è il colore mostrato a destra. Si tratta di un marrone tendente al rosso che ricorda il colore del rame.
Rame chiaro è il colore mostrato a destra.

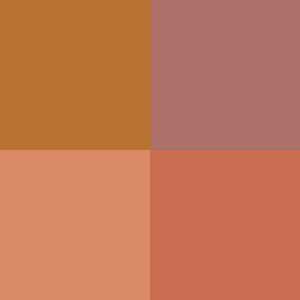
Icona colore per il colore rame.